# Yehoshua Matza
Yehoshua Matza (en hebreo: יהושע מצא‎; Jerusalén, 8 de agosto de 1931 - 30 de diciembre de 2020) fue un político, economista y empresario israelí, que se desempeñó como presidente y director ejecutivo de la empresa State of Israel Bonds.
Matza fue recomendado para el puesto en 2002 por el entonces primer ministro Ariel Sharon y el entonces ministro de Finanzas Silvan Shalom. Matza sirvió 18 años en la Knesset, el parlamento de Israel, como miembro del partido Likud. Fue ministro de gabinete en el gobierno de Benjamin Netanyahu, ocupando la cartera de ministro de salud. Matza también sirvió durante 20 años en el Concejo Municipal de Jerusalén, 10 de los cuales fueron teniente de alcalde.

## Biografía
La familia Matza llegó por primera vez a Palestina desde Ioánina en Grecia y se instaló en el Barrio judío de la ciudad vieja de Jerusalén. Matza nació en la ciudad durante la era del Mandato Británico. Influenciado por la actitud de su familia, Matza se unió al grupo clandestino judío Lehi a los 14 años. De sus tres hermanos, dos también estaban activos en la clandestinidad judía; uno en la Haganá y el otro en el Irgun.
Sus actividades de Lehi incluyeron colocar volantes antibritánicos durante la noche, participar en actividades paramilitares y ayudar a esconder armas, a veces en sinagogas detrás de los arcos donde se guardaban los rollos de la Torá. Durante la guerra árabe-israelí de 1948, Jerusalén fue escenario de intensos combates, y Matza participó en una operación que permitió a los combatientes de Lehi abrirse camino en la Ciudad Vieja. La operación implicó colocar una bomba fuera de la Puerta Nueva de las murallas de la Ciudad Vieja. Sin embargo, el plan fue abortado cuando la bomba no detonó.
Tras el final de la guerra en 1949, Matza reanudó sus estudios, que había suspendido durante sus actividades clandestinas. Al completar su educación secundaria, Matza ingresó a las Fuerzas de Defensa de Israel, donde alcanzó el rango de capitán en el cuerpo de artillería. Después de su servicio nacional, comenzó sus estudios universitarios, enfocándose en derecho y contabilidad. Comenzó su carrera en el sector privado en una firma de contabilidad de Jerusalén.

## Ámbito político
Matza entró en la política por primera vez al unirse al partido de derecha Herut de Menachem Begin. Como miembro de la rama de Herut en Jerusalén, Matza se postuló en las elecciones municipales de Jerusalén de 1965 y fue votado en el Concejo Municipal. Las elecciones también llevaron a Teddy Kollek al poder como alcalde de Jerusalén. En 1969 Matza fue elegido teniente de alcalde; entre sus responsabilidades estaba el embellecimiento de Jerusalén, incluido el establecimiento de jardines y parques en toda la ciudad. En 1978, cuando Herut se había fusionado con el Likud, Jerusalén celebró elecciones municipales basadas en la votación por un candidato en contraposición al método tradicional de votar por una lista de partido. Matza se postuló para alcalde de la ciudad, pero perdió ante el titular, Teddy Kollek.
Antes de las elecciones del Knesset de 1984, Matza fue incluido en la lista del Likud. Cuando el partido obtuvo 41 escaños, Matza ocupó su lugar en la Knesset. Se sentó en el influyente Comité de Finanzas hasta 1988, cuando retuvo su puesto en las elecciones de ese año. Reelegido en 1992 y 1996, fue nombrado Ministro de Salud de Netanyahu en noviembre de 1996 y también formó parte del Comité de Asuntos Exteriores y Defensa. Cuando pareció que sus esfuerzos por aumentar el presupuesto del Ministerio de Salud no se cumplirían, Matza se abstuvo de una votación clave en la Knesset sobre el presupuesto nacional. Según la ley israelí, el presupuesto debe aprobar tres lecturas de la Knesset antes de una fecha específica, de lo contrario, el gobierno caerá. En protesta por lo que consideró asignaciones insuficientes al Ministerio de Salud, Matza se negó a participar en la votación. Tras la protesta de Matza, Netanyahu acordó aumentar las asignaciones de salud del gobierno.
Aunque Matza retuvo su escaño en las elecciones de 1999, el Likud fue derrotado por la alianza One Israel de Ehud Barak. La participación de Barak en las discusiones con el líder de la Autoridad Palestina, Yasser Arafat, sobre la división de Jerusalén llevó a Matza (entonces presidente del Comité de Asuntos Internos y Medio Ambiente) a presentar un proyecto de ley para enmendar la Ley de Jerusalén. El proyecto de ley, que fue aprobado con la aprobación de 84 de los 120 miembros de la Knesset, estipulaba que no se podían tomar decisiones que cambiaran el estatus de Jerusalén sin el consentimiento de la mayoría.

## Bonos de Israel
Aunque el Likud recuperó el poder después de las elecciones especiales para Primer Ministro en 2001 (que ganó Ariel Sharon), a Matza se le ofreció un puesto como viceministro. Sin embargo, eligió permanecer como miembro de la Knesset. Poco después, sin embargo, Matza fue elegido presidente y director ejecutivo de la organización Israel Bonds por su junta directiva. Matza renunció a la Knesset (fue reemplazado por Eli Cohen) y se mudó a la ciudad de Nueva York en marzo de 2002.